# Stripped (show av Eddie Izzard)
Stripped är en ståuppkomedishow med Eddie Izzard från 2008 och 2009. Under 2008 turnerade Izzard med föreställningen i USA och under hösten 2009 framfördes den i Storbritannien, Sverige och Norge.